# 비방디 게임스
비방디 게임스(Vivendi Games)는 프랑스에 본사를 둔 비방디 그룹의 게임 회사이다. 산하에 블리자드 엔터테인먼트와 시에라 엔터테인먼트가 있다. 2007년 12월 2일 액티비전과 합병을 발표하였고, 회사 이름도 액티비전 블리자드(Activision Blizzard)가 되었다.

## 타이틀
- 하프라이프: 블루 쉬프트
- 다크 에이지 오브 카멜롯
- 하프라이프 (비디오 게임)
- 크래쉬 밴디쿳: 마왕의 부활
- 엠파이어 어스
- 노 원 리브스 포에버
- 반지의 제왕: 반지 원정대 (비디오 게임)
- 심슨: 히트앤런
- 홈월드 2
- 카운터-스트라이크: 컨디션 제로
- 맨 오브 벨러
- 카운터-스트라이크: 소스
- 하프라이프 2
- SWAT 4
- F.E.A.R. (비디오 게임)
- 본 컨스피러시

### 비방비 게임스 모바일
- 본 컨스피러시
- 델타 포스 (비디오 게임)
- 엠파이어 어스
- 요절복통 기계
- 프리즌 브레이크